# アケボノチョウチョウウオ
アケボノチョウチョウウオ （曙蝶々魚、学名：Chaetodon melannotus）は、スズキ目チョウチョウウオ科に属する魚類の一種。種小名は、体側にある多数の黒い点、和名は、水平線からの曙光に由来する。

## 形態
- 全長18cm[2]。

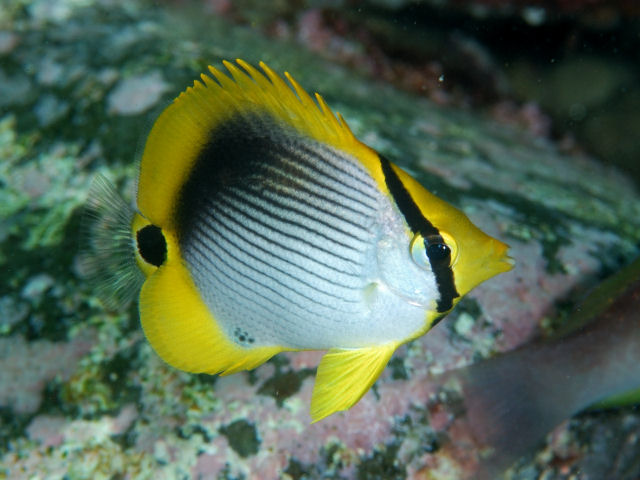
幼魚

- 体側は白色地で、それを縁取るように、口から腹、尾の付け根、背びれ、頭部が黄色くなる。
- 体側の背びれに沿って黒い大きな斑があり、そこから斜め前下方に黒い縞が走る。
- 幼魚は尾鰭基部に黒い点があるが、成長するにつれ、前項の大きな黒い斑とつながり吸収されてしまう。
- 臀鰭の付け根には小さな黒い点が複数ある。

良く似た種

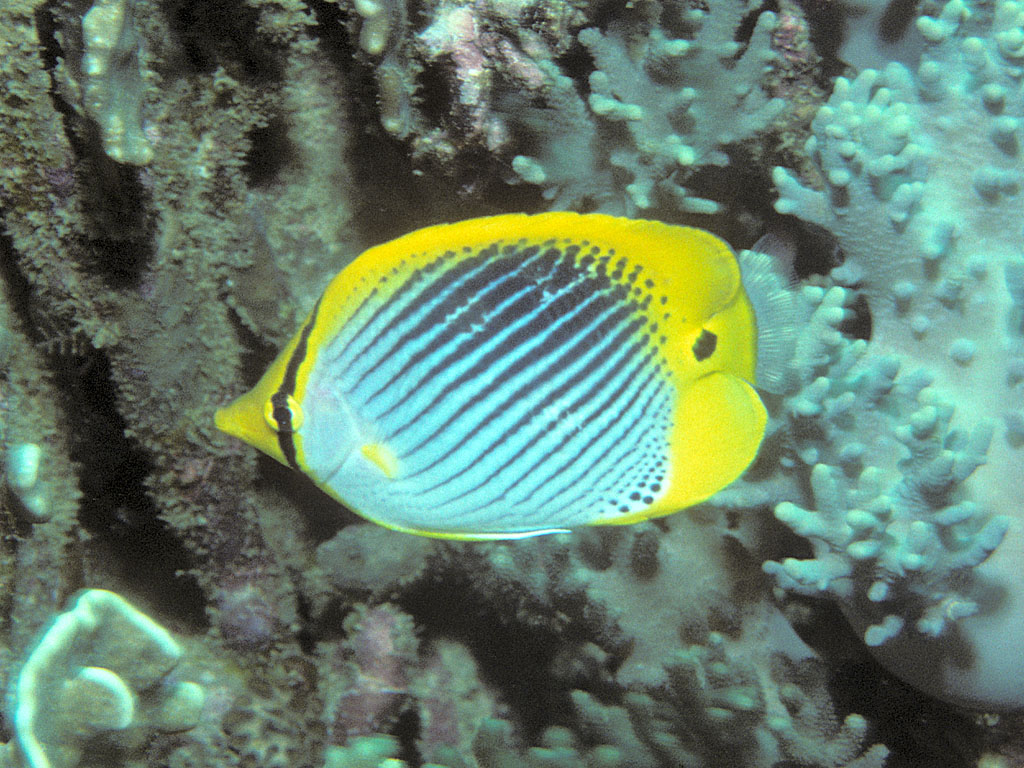
スポットテール・バタフライフィッシュ

良く似た種にスポットテール・バタフライフィッシュがいる。
両種は外見上酷似しているが、
- 成魚に尾鰭基部の黒い点は、本種にはなく、スポットテールにはある。
- 腹鰭は、本種は黄色だが、スポットテールは白色。

といった相違点がある。

## 生態
雑食で、サンゴのポリプを主に、甲殻類、藻類などを食べる。
幼魚は季節来遊魚（死滅回遊魚、無効分散）として有名。本州で見られるのはほとんどが幼魚である。冬季に水温が低くなるにつれて見られなくなり、夏になるとまた黒潮に乗って本州沿岸でみられる。潮溜まりより漁港の堤防の側面などにいることが多い。
水深3-20mのサンゴ礁、岩礁域などで見られる。特に15m以浅に多い。大群をつくることは稀だが、群れをつくる。

## 分布
太平洋、インド洋、紅海に生息。
生息域が広い割には地域による体色の変異が少なく個体数も多い。日本でも南紀以南で多く見られる。沖縄では普通種である。

## 人とのかかわり
本種は古くから観賞魚として知られている。毎年夏になると本州の太平洋側の沿岸や関東近郊の伊豆や房総にやってくる本種は、自家採集の定番種であり、自家採集家やダイバーを楽しませる。比較的鮮やかな色彩のため人気がある。